# Setge de Ceuta (1694-1727)
El setge de Ceuta, també anomenat setge dels trenta-tres anys, va ser un bloqueig armat per part de forces marroquines sobre la ciutat de Ceuta. Va començar el 23 d'octubre del 1694 i es va donar per finalitzat el 22 d'abril del 1727. Durant els trenta-tres anys que es va prolongar el setge la ciutat de Ceuta va experimentar una transformació que va provocar la pèrdua del seu caràcter portuguès. Encara que la majoria de les operacions es van desenvolupar al voltant de les muralles reials, també es van produir petites incursions dels hispans en zones de la costa marroquina i captura de vaixells a l'estret de Gibraltar . És el setge més llarg de la història, superant al setge de Càndia, que va durar vint-i-un anys.

## Antecedents
El sultà Muley Ismaíl havia aconseguit crear un nou Estat capaç de combatre els hispans al nord d'Àfrica i els algerians, gràcies sobretot a l'ajuda francesa que va proveir l'alawuita d'enginyers i artilleria (tot i que les campanyes contra els dos rivals abans esmentats es van saldar en fracassos). Les seves tropes havien pres La Mamora, Tànger, Larache i finalment, Arcila l'any 1691. L'any 1694 va encomanar al governador Alí ben Abdul·là la conquesta de Ceuta.

## Desenvolupament
Després de l'ocupació del camp exterior de Ceuta, les tropes del sultà van començar a construir cases i trencar el camp per abastir les tropes. El governador de Ceuta va demanar immediatament ajuda a la cort de Madrid. Van arribar efectius de les capitals andaluses i de Portugal. L'arribada d'aquests darrers va causar friccions entre la població local. Es dubtava de les seves intencions, ja que Ceuta havia estat portuguesa fins feia unes dècades i la presència de tropes portugueses es considerava un intent d'exercir pressió per retornar a la sobirania del rei de Portugal. Les tropes portugueses es van retirar sense arribar a entrar en combat.
Durant tots aquests anys es van produir una sèrie de bombardejos, preses i pèrdues de posicions, conquestes i reconquestes al voltant de les muralles reials. El juliol del 1695 sota una intensa boira, molt comuna els mesos d'estiu a Ceuta, les tropes marroquines van sorprendre les hispanes durant un canvi de guàrdia. Els assetjadors van prendre la Plaça d'Armes i els assetjats que no van poder creuar el pont llevadís van morir en l'enfrontament o en llançar-se al fossat intentant escapar. Un contraatac posterior dels assetjats va recuperar la Plaça d'Armes. 

### La presa de Gibraltar
En 1704 tropes anglo-catalanes van conquerir Gibraltar. Això va suposar un cop dur per a Ceuta ja que Gibraltar era la principal via d'abastament de Ceuta amb la península.  La comunicació amb Tarifa resultava dificultosa pels vents a l'estret de Gibraltar i la resta de ciutats peninsulars properes estaven embrancades a la guerra de successió al tron d'Espanya .
El dia 7 d'agost d'aquell any el Príncep de Darmstadt va enviar Juan Basset amb alguns vaixells a Ceuta perquè es rendissin a l'arxiduc Carles d'Àustria amb la promesa que el setge a la ciutat s'acabaria. El marquès de Gironella, governador de Ceuta, i la població es van negar a rendir-se als britànics i van reforçar la zona de l'Almina preveient un possible bombardeig de la flota britànica. L'atac britànic mai va arribar a efectuar-se pel fet que la flota britànica es va dirigir a enfrontar-se a una flota que pretenia reconquerir Gibraltar.
Des de l'arribada dels britànics a Gibraltar, s'hi prestaria proveïment als assetjadors marroquins.

### L'arribada del marquès de Lede

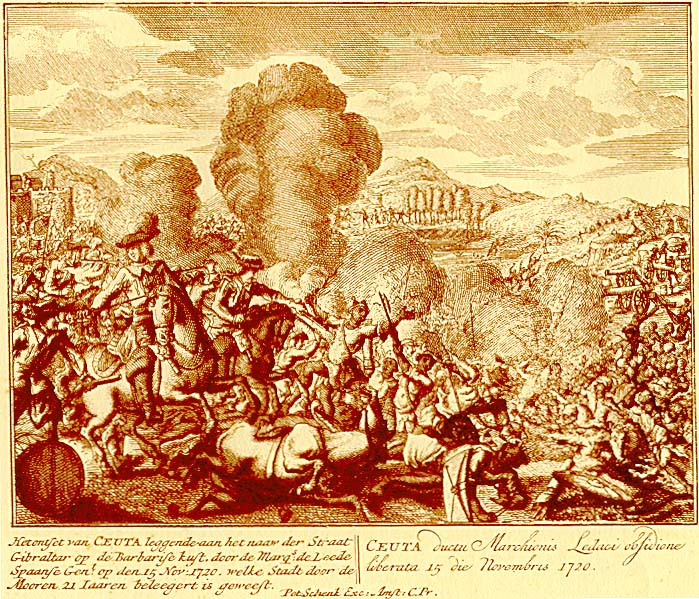
El marquès de Lede dirigint l'atac contra els assetjadors.

El setge continuaria durant els anys següents gairebé sense canvis ressenyables fins a l'arribada el 1720 de 16 000 soldats amb el marquis de Lede . Les tropes del marquès tornaven de la guerra de la Quàdruple Aliança, que no havia donat els fruits esperats. En perdre tots els territoris italians, Ceuta es va convertir en un plaça estratègica del cordó defensiu de la Mediterrània. El marquès va iniciar una expedició victoriosa contra els assetjadors, que es van retirar cap a Tetuan . Tot i això, uns mesos més tard es declara una epidèmia de pesta a Ceuta i el marquès decidirà marxar de la ciutat davant la nul·la perspectiva de poder prendre Tetuan o Tànger. Els marroquins retornen immediatament el setge. 
El setge continuaria, amb diversos combats, fins a la mort de Muley Ismaíl el 1727. Els fills del sultà es van enfrontar en una guerra pel tron. Una expedició de reconeixement des de Ceuta va comprovar que els marroquins havien marxat el 22 d'abril de 1727. 

## Conseqüències
Després de trenta-tres anys de setge molts edificis havien resultat destruïts i van haver de ser reconstruïts. La zona de l'Almina, que fins al començament del setge estava pràcticament deshabitada, va començar a ser poblada. D'altra banda, una de les conseqüències més notables del setge va ser la pèrdua progressiva dels trets portuguesos a Ceuta: la moneda i la llengua portuguesa van ser reemplaçades per la moneda i la llengua castellana.  A això va ajudar l'èxode de diverses famílies de la ciutat que van fugir pel dilatat setge i que els soldats que van auxiliar Ceuta, així com altres persones atretes pel nombre de tropes, procedissin principalment d'Andalusia .